# ドッツァ
ドッツァ（伊: Dozza）は、イタリア共和国エミリア＝ロマーニャ州ボローニャ県にある、人口約6,600人の基礎自治体（コムーネ）。

## 地理

### 位置・広がり

#### 隣接コムーネ
隣接するコムーネは以下の通り。
- カザルフィウマネーゼ
- カステル・グエルフォ・ディ・ボローニャ
- カステル・サン・ピエトロ・テルメ
- イーモラ

### 気候分類・地震分類
ドッツァにおけるイタリアの気候分類 (it) および度日は、zona E, 2427 GGである。
また、イタリアの地震リスク階級 (it) では、zona 2 (sismicità media) に分類される。

## 文化・観光
「イタリアの最も美しい村」クラブ加盟コムーネである。